# Amber Marshall
Amber Marshall (London, 2 giugno 1988) è un'attrice canadese, conosciuta per aver interpretato il ruolo di Amy Fleming nella serie televisiva Heartland.

## Biografia
Nata e cresciuta a London, Ontario, recita nell'Original Kids Theatre Company della sua città natale per quattro anni, comparendo in numerosi spettacoli. Successivamente, diventa assistente di un veterinario, lavoro che prosegue anche mentre si dedica alla recitazione. Vive in un ranch alla periferia di Calgary. Il 27 luglio 2013 si è sposata nel suo ranch con il fotografo Shawn Turner, col quale ha una relazione da più di 5 anni.

## Filmografia

### Cinema
- Resident Evil: Apocalypse, regia di Alexander Witt (2004)
- Travel Plans, regia di Colin Cunningham - cortometraggio (2011)

### Televisione
- Super Rupert - serie TV (2000)
- Twice in a Lifetime - serie TV, episodio 2x17 (2001)
- Doc - serie TV, episodio 2x20 (2002)
- Detective Monk (Monk) - serie TV, episodio 1x04 (2002)
- Le scarpette di Maggie (The Christmas Shoes), regia di Andy Wolk - film TV (2002)
- The Elizabeth Smart Story, regia di Bobby Roth - film TV (2003)
- Dark Oracle - serie TV, episodio 2x02 (2004)
- The Power Strikers - serie TV (2005)
- A Heartland Christmas, regia di Dean Bennett - film TV (2010)
- Heartland - serie TV (2007-in corso)

## Riconoscimenti
- 2004 – Young Artist Awards
  - Nomination Best Performance in a TV Movie, Miniseries or Special – Leading Young Actress (The Elizabeth Smart Story)

## Doppiatrici italiane
Nelle versioni in italiano dei suoi film, Amber Marshall è stata doppiata da:
- Veronica Puccio in Super Rupert.
- Alida Milana in Heartland.